# Tabanocella stimulans
Tabanocella stimulans är en tvåvingeart som först beskrevs av Austen 1910.  Tabanocella stimulans ingår i släktet Tabanocella och familjen bromsar. Inga underarter finns listade i Catalogue of Life.